# 切薩雷·阿澤拉
切薩雷·阿澤拉（義大利語：Cesare Arzelà，1847年3月6日—1912年3月15日）是一名義大利數學家，曾在波隆那大學任教。阿澤拉因其在函數理論方面的貢獻而受到認可，特別是他對連續函數序列的描述，概括了朱利奧·阿斯科利先前在阿澤拉-阿斯科利定理中給出的描述。

## 生平
阿澤拉在1869年畢業於比薩高等師範學校，因家境貧窮，因此直到1871年才開始自己的研究。當時他在比薩師從恩里科·貝蒂與烏利塞·迪尼。
阿澤拉從1875年起在佛羅倫斯工作，並在1878年成為巴勒摩大學的代數教席。此後，他在1880年成為波隆那大學的分析教授，並在函數理論領域進行研究。他最著名的學生為列奧尼達·托內利。
1889年，阿澤拉將阿斯科利定理推廣為阿澤拉-阿斯科利定理，此為函數理論的一個重要定理。
阿澤拉是義大利國家科學院及其他幾個學院的成員。

## 著作
- Arzelà, Cesare, , Rendiconto delle Sessioni della Reale Accademia delle Scienze dell'Istituto di Bologna, Nuova serie, 1905年5月7日, IX (4): 100–107, JFM 36.0491.02, （原始内容存档于2007-08-07）

## 外部連結
- 切薩雷·阿澤拉在數學譜系計畫的資料。